# Ina Strelow
Ina Strelow (* 9. November 1958 in Berlin) ist eine deutsche
Schriftstellerin.

## Leben
Ina Strelow begann 1981 ein Studium der Journalistik, das sie jedoch nach kurzer Zeit abbrach. Sie absolvierte eine Ausbildung zur Buchhändlerin. Anschließend war sie als Verlagsredakteurin und Sprecherin bei der DEFA sowie für Rundfunk und Fernsehen der DDR tätig. Von 1990 bis 1993 studierte sie am Deutschen Literaturinstitut Leipzig. Danach arbeitete sie wieder im Verlagsbereich sowie als Regieassistentin und Dramaturgin. Seit 1991 veröffentlicht sie eigene Texte in Literaturzeitschriften, vor allem in der Zeitschrift Herzattacke, und als bibliophile Künstlerbücher. 
Ina Strelow ist Verfasserin von Erzählungen, Theaterstücken
und Hörspielen. Sie schreibt Feature fürs Radio, u. a. Ich vergebe nicht, ich vergesse nicht. Nachtgespräche mit Louise Bourgeois, das für den Juliane-Bartel-Preis 2012 nominiert wurde. Für ihre Arbeiten erhielt sie u. a. 1992 und 2003 ein Stipendium der Stiftung Kulturfonds der Neuen Bundesländer sowie 1999 ein Aufenthaltsstipendium des Künstlerhauses Schloss Wiepersdorf. 2006 nahm sie am Ingeborg-Bachmann-Wettbewerb in Klagenfurt teil, erhielt 2011 und 2016 ein Stipendium im Künstlerhaus Lukas in Ahrenshoop und wurde mit dem Stipendium der Autorinnenvereinigung ausgezeichnet.

## Werke
- 88, Berlin 1992
- Los, Berlin 1992
- ... oder vergehen, Berlin 1993
- Unter einer Haut, Berlin 1994
- Sirenengestein, Berlin 1995
- Spinnenseide, Berlin 1995
- Wolfshunger, Berlin 1995
- Natternhemden, Berlin
  - 1 (1996)
  - 2. Decuma, 1996
- Bin ausgebrannt und zapple noch, München 1997
- Der Mann, die Frau, der Herr, München 1999
- Nachtherz, Berlin 2001
- Tagmond, königinnenblau, St. Ingbert 2004
- verschiedene Feature in der Sendereihe Tandem, SüdWestRundfunk 2, seit 2010
- Ich vergebe nicht, ich vergesse nicht. Nachtgespräche mit Louise Bourgeois. Literarisches Feature, Norddeutscher Rundfunk, 2011
- Das Poesiealbum. Ein aussterbender Protest gegen die Vergänglichkeit. Feature, SüdWestRundfunk 2, 2011
- Feature zum 30. Todestag von Djuna Barnes. Westdeutscher Rundfunk, 2012
- Der Kompromiss. Die Würde und die Schmach eines uralten Phänomens. Feature, SüdWestRundfunk 2, 2012
- "Seit ein Gespräch wir sind", Prosagedicht, Literatur- und Kunstzeitschrift HERZATTACKE, Berlin, 2013
- Canettis Frauen. Ein Gastmahl. Literarisches Feature, Norddeutscher Rundfunk, 2013
- Im Geheimnis der Begegnung. Lyrik und Prosa, Literatur- und Kunstzeitschrift HERZATTACKE, Berlin, 2014
- Mit fünfzig noch immer das Kind. Die Suche nach dem inneren Frieden mit den Eltern. Feature, SüdWestRundfunk 2, 2015
- Herr G. Erzählung, Literatur- und Kunstzeitschrift HERZATTACKE, Berlin, 2015
- Das Herz vergisst nichts. Kriegstraumata, die Wunden einer ganzen Familie. Feature, SüdWestRundfunk 2, 2015
- Heute schreib‘ ich einen Brief. Die Freiheit zwischen Füllfederhalter und Tastatur. Feature, SüdWestRundfunk 2, 2016
- Große Nacht. Erzählung, Literatur- und Kunstzeitschrift HERZATTACKE, Berlin, 2016
- Kavatine. Lyrik,  Literatur- und Kunstzeitschrift HERZATTACKE, Berlin, 2017
- Der erste Malersmann war eine Frau. Anna Gerresheim - Ahrenshoop. Literarisches Feature, Kunstmuseum Ahrenshoop, 2017
- Unter der Haut. Literarisches Feature mit Schauspielstudenten aus Hannover, Norddeutscher Rundfunk, 2017